# 松山三四六
松山 三四朗（まつやま さんしろう、1970年7月9日 - ）は、日本のものまねタレント、ラジオパーソナリティ。本名は秦 光秀（はた みつひで）。芸名は、松山三四郎→三四郎→三四六→松山三四六と変遷。2022年の参議院議員選挙の長野県選挙区で落選し、2023年から松山三四朗（読み同じ）として活動している。妻は女優の網浜直子。居酒屋やカフェのプロデュースも手掛ける。

## 来歴

### 生い立ち
東京都墨田区出身。小学生の頃から柔道と相撲で活躍。小学校4年から6年までわんぱく相撲東京場所で三連覇をした。このとき、後の第66代横綱若乃花勝とも対戦して勝利した。
明大中野中学入学と共に再び柔道の道に戻り、第16回全国中学校柔道大会78kg以下級で優勝（決勝の相手は後の世界チャンピオンの中村佳央）。明治大学付属中野高等学校時代、同級生に若乃花がいた。明治大学へ進学し、小川直也や吉田秀彦を輩出した同大学柔道部に入部。19歳の時に二度の膝半月板損傷の故障を発症し、それが原因で柔道を断念した。
明治大学在学中の1994年に日本テレビの「史上最強ものまねバトル大賞」の素人選手権で優勝し、吉本興業所属で芸能界デビュー。同年に「オールナイトニッポン」のパーソナリティを務め、同時にラジオパーソナリティとしてもデビューした。
1998年4月にスタートしたTOKYO FMの「エモーショナルビート」のパーソナリティとなる。同年、「ものまねバトル大賞」で共演した女優の網浜直子と結婚。2子をもうけた。

### 長野県に活動を移す
2000年9月に「エモーショナルビート」の担当コーナーが終了すると主たる活動の場を長野県に移した。2001年4月からスタートしたFM長野の「346 GROOVE FRIDAY」のメインパーソナリティを務めた。
2002年4月から2003年9月まで、初の全国ネットのラジオレギュラー番組であるTOKYO FM「J-PHONE BLUESKY PROJECT」を担当した。
2006年4月1日、長野朝日放送（abn）のローカルワイド番組「ザ・駅前テレビ」のMCとなり、本格的な長野県内テレビデビューを果たす。
2007年12月8日放送の「ザ・駅前テレビ」の企画「三四六教授が行く! ～初冬の塩田平で教鞭をとるのだ!～」における長野大学での講義及び実習がきっかけで、2008年5月1日に同学の社会福祉学部客員准教授に就任した。
2008年6月25日、兄貴と慕う松山千春が不安定狭心症で倒れる。FM NACK5『松山千春のON THE RADIO』の7月6日、7月13日の2回分の放送の代役を務めた。
2009年4月から2010年4月まで、文化放送でレギュラーラジオ番組「三四六・吉井歌奈子 TOKYO CHEERS」を担当した。
2012年4月から2018年12月までFM NACK5にて、「松山三四六 NUTS5」（2017年4月より松山三四六 Nuts23に、2018年7月より松山三四六 NUTS BARに改名・番組改編）のパーソナリティとして出演した。
世界柔道選手権大会（フジテレビ）を始め、国内外の大会中継で試合解説やリポーターを務めたり、長野県柔道連盟主催の『長野県少年少女柔道教室』の講師を務めたりした。スカイパーフェクTV!のチャンネルにも出演。長野県限定ながら歌手デビューを果たし、執筆活動やコンサートツアーも行った。
2021年3月16日、太田出版から『松山三四六の信州ディープツアー』を上梓した。

### 2022年参議院議員選挙

#### 立候補
2021年11月26日、自由民主党選挙対策委員長の遠藤利明は、党長野県連幹部との協議で、翌年の参議院議員選挙・長野県選挙区（改選数1）について「知名度が高い候補者が望ましい」との考えを示した。12月2日、信濃毎日新聞が、党県連内で松山の名が浮上していると報じた。松山は2020年から県内で単身生活を送っていた。松山は報道の直後、自民党関係者の前で講演。12月6日、長野県議会議員の佐々木祥二は講演の模様をSNSで紹介した。
同年12月末、党県連は国会議員ら計18人からなる候補者選考委員会を設置。2022年1月17日から2月17日までの期間、候補者公募を行った。出馬を否定していた松山だったが結局は一転し候補者公募に応募し、応募者は松山を含む男女4人となった。党県連内の若手を中心とした県議10人が松山を推薦した。書類選考の結果女性1人は長野との関係が薄いとして選考から外れた。選考委は2月26、27日の両日3人に対して面接を実施し、政治経験のないタレント候補に異論はあったが、27日に松山を擁立する方向で決定した。一部の報道機関より出馬の動向が報じられると、レギュラー番組を放送していたテレビ局は番組を終了しホームページ等もすべて削除した。ラジオ局は松山を降板させて4月からの新番組のパーソナリティを一ヵ月前倒しで後任にした。
2022年3月16日、週刊文春の電子版が松山の不倫疑惑を報道。記事によれば、松山と地元放送局のアナウンサーの不倫疑惑が2020年にささやかれると、アナウンサーは同年10月に担当番組から突然消えたとされる。激怒した後援者の病院長は、松山が2006年から15年間メイン司会を務めていた情報番組『駅前テレビ』のスポンサーを降り、番組は2021年3月に終了した。松山は編集部の取材に応じ、不倫疑惑は「事実無根」と答え、病院長の件に関しては「誤解された。知人を通じて話をしたり、手紙を書いたりしたが、取り合ってもらえない」と語った。党県連は調査を行うが、「問題はない」と判断。3日後の3月19日、松山を擁立すると正式に発表した。3月21日、松山は会見で出馬表明し、「信州を誇れる場所にしたい」と決意を語った。
同年5月15日、長野市大字中御所岡田町に選挙事務所を設置。同日、世界平和統一家庭連合（旧統一教会）との関係が指摘される「南信州ファミリー会」は参院選に向け、「佐々木祥二県議会議員と共に松山三四六を応援する会」を宮田村村民会館で開催した。佐々木は長野の地方議会議員の中でも、教団と特に関係が深い政治家として知られる。
同年5月26日、日本維新の会長野県総支部代表の手塚大輔は長野県庁で記者会見し、自身が同党公認で次期参院選に出馬する意向を表明した。立憲民主党・日本共産党・社会民主党の野党3党は現職の杉尾秀哉を統一候補とすることで選挙に臨むこととなった。松山陣営の幹部の面々は以下のとおり。後援会長には自民党県連会長の後藤茂之が就任し、選対本部長には党県連幹事長の萩原清県議が就任し、選対副部長には長野3区の井出庸生が就任した。萩原は「自公の票は動かず、野党系の票は維新に集まる」と見立てており、取材に対し「維新が参戦してくれて良かったと考えている」 と答えた。5月30日、医師の秦光賢は松山が代表を務める「自由民主党長野県参議院選挙区第三支部」に100万円寄付した。
同年6月22日、第26回参議院議員通常選挙が公示される。コンサートツアーの最中であった松山千春は三四六の応援に駆け付け、ビッグハット前で「大空と大地の中で」の一節を歌った。その後、松本駅前の街頭演説でも歌を披露し、喝采を浴びた。松山千春の歌の披露は公職選挙法違反の疑いがあることが、新聞各紙および週刊文春、各種スポーツ紙によって報じられた。また、22日の公示日は、妻の網浜直子と大学生の息子2人が東京から駆けつけ、演説会後には、女性を中心とする松山のファンらが一家を囲んで握手攻めとなった。
この辺りから各社の多くは「杉尾と松山が横一線」と報道。松山が抜け出す勢いがあった。演説会場には、陣営がチームカラーにしていた黄色の衣類を身につけた人が多く集まった。大半が三四六のファンで、1日に100件ほどの電話をかけることも厭わなかった。網浜は公示日以後は松山と分かれて県内の支援者を回り、選対幹部は「家族の絆から応援の熱伝導が起きている」と手応えを口にした。勝機と見た党本部は大物議員を続々と投入した。7月4日には岸田文雄首相が長野入りし「日本の明日を切り拓くことができるのは、自公政権と松山三四六しかいない」と街宣車から訴えた。
7月4日、松山は自身のYouTubeチャンネルに上田市での選挙活動の動画を掲載した。7月5日と6日、世界平和統一家庭連合（旧統一教会）の同市教会の信者らが選挙カーに向かって声援を送る場面が映されているとSNS上で指摘がなされた。

#### 7月6日の週刊誌報道
同年7月6日、週刊文春の電子版「文春オンライン」が松山の女性問題を報じ、週刊新潮の電子版「デイリー新潮」が松山の金銭トラブルを報じた。それぞれの記事の内容は下記のとおり。
- 2012年8月、松山は過去に知人の結婚式で会った女性（前述の女性とは別の女性）と再会。連絡先を交換し、当時定宿にしていたホテルサンルート長野のレストランで女性と会食した。食事後、松山は上層階の自身が泊まる部屋に女性を誘い、避妊具を装着せずに性交した。女性は妊娠し、同年10月24日、松山は人工妊娠中絶同意書に偽名で署名した。松山の事務所は週刊文春編集部の質問状に対し、「人工妊娠中絶同意書に『秦純一』との署名をし、捺印し、現金15万円を渡したのは事実」と回答した[40]。
- 2010年に松山は東京都江戸川区に自宅を新築。その際に空調や電気などの機器購入を長野市内の業者に依頼。代金は1400万円だったが、最初の500万円を払った後は請求に応じなかった。未払い金900万円を踏み倒した松山は裁判で訴えられ、敗訴した[41]。

2誌の記事により一気に潮流が変わった。7月6日夜、松本市内の個人演説会の終了後、記者の質問に対して、2誌の報道内容については事実と認めたが、「今は選挙に集中させていただきたい。すみません」と答えた。同日23時過ぎ、松山はTwitterに「この度の報道に関しまして、選挙後の然るべきタイミングで取材対応したいと考えております」と投稿した。杉尾の応援演説のため、7日に佐久市を訪れた立憲民主党代表代行の逢坂誠二は「選挙というのは人を選ぶその評価なのだから、今ここでそのことを明確にしてもらわなかったら、逃げだ。卑怯だ」と批判した。そのほかでも、松山のコメントに対する風当たりは強かった。
8日、松山の応援演説をする予定であった安倍晋三元首相は、週刊誌報道を受けて7日に日程を取りやめた。安倍は遊説先を奈良に急遽変更したが、8日、安倍は奈良での応援演説中に銃撃され、死亡した。選対本部長の萩原は銃撃事件に関する取材に応じ、「長野に来ていたらこういう事件も起きなかった気がする。残念な結果な感じがする」と述べた。事件発生後、松山は、統一教会の信者らが映っていた7月4日配信のYouTubeの動画を非公開にした。
なお、安倍銃撃の直後の11時55分頃と12時25分頃、長野市内の松山の選挙事務所に「次はおまえだ。ライフルを持っている」と、それぞれ同じ番号から脅迫電話があったため、松山も県警から警護を受ける対象となった。電話をかけた静岡市在住の男は9日に脅迫容疑で逮捕された。

#### 落選
同年7月10日投開票。杉尾が再選を果たし、松山は次点で落選した。松山は10日夜、「人生に対して誠実に邁進していれば、（当選して）皆さんの力になれたかもしれない。選挙への影響はとても大きかった」と語り、週刊誌の報道内容が敗因になったことを認めた。敗戦の弁を述べた直後、週刊誌報道に関する記者会見を開いた。「議員の資質は？」との質問に対し、「資質はないです、はっきり言って」と答えた。この発言を受けて、記者が党県連幹事長の萩原清に、松山を擁立した責任を問うと、萩原は「それは、我々が感じるとかの問題ではない」と答えた。
同年10月23日、自民党長野県連は総務会などを開催。会長の後藤茂之は、松山の擁立ならびに敗北の責任をとり会長職を辞任した。松山も会合に出席し、約3か月ぶりに公の場に姿を現した。終了後、松山は報道陣の取材に応じ、「政治以外の世界で、地道に目の前の悲しみに寄り添えるというような活動をもう一回再構築していきたい」と述べた。統一教会から支援を受けたのかという問いに対しては、「言えない」と答えた。
同年12月21日、テレビ信州が「今年を振り返る」というタイトルで参院選・長野県選挙区について報道。この中で松山は「さまざまな団体から応援を受ける中で旧統一教会の関連団体も含まれていた」と述べ、教団の関与を正式に認めた。

### 2023年以降
2023年3月に開局したインターネットラジオ局「Heart FM」の帯番組「HEARTFUL SHUFFLE」の金曜日を担当する。また、同時期に姓名判断を基に「松山三四朗」に改名した。
2024年芸能活動30周年を迎え、シンガ－ソングライターYuReeNaと新ユニットを結成した。4月20日に茅野市民館にて「346ジャンボリー！松山三四朗with Kibishi-Ya Band」を開催した。

## 政策・主張

### 憲法
- 憲法改正について、2022年のNHK、毎日新聞社のアンケートで「賛成」と回答[61][62]。
- 9条改憲について、2022年の毎日新聞社のアンケートで「改正して、自衛隊の存在を明記すべきだ」と回答[62]。9条への自衛隊の明記について、2022年のNHKのアンケートで「賛成」と回答[61]。
- 憲法を改正し緊急事態条項を設けることについて、2022年のNHKのアンケートで「賛成」と回答[61]。

### 外交・安全保障
- 敵基地攻撃能力を持つことについて、2022年のNHKのアンケートで「賛成」と回答[61]。
- 普天間基地の辺野古移設について、2022年の毎日新聞社のアンケートで「賛成」と回答[62]。
- ロシアは2022年2月24日、ウクライナへの全面的な軍事侵攻を開始した[63]。日本政府が行ったロシアに対する制裁措置についてどう考えるかとの問いに対し、2022年のNHKのアンケートで「適切だ」と回答[61]。同年の毎日新聞社のアンケートで「制裁をより強めるべきだ」と回答[62]。
- 2022年6月7日、政府は経済財政運営の指針「骨太方針」を閣議決定した。NATO加盟国が国防費の目標としている「GDP比2％以上」が例示され、防衛力を5年以内に抜本的に強化する方針が明記された[64]。「防衛費を今後どうしていくべきだと考えるか」との問いに対し、2022年のNHKのアンケートで「ある程度増やすべき」と回答[61]。
- 徴用工訴訟問題や慰安婦問題などをめぐり日韓の対立が続くなか、関係改善についてどう考えるかとの問いに対し、2022年の毎日新聞社のアンケートで「韓国政府がより譲歩すべきだ」と回答[62]。

### ジェンダー
- 選択的夫婦別姓制度の導入について、2022年のNHKのアンケートで「どちらかと言えば賛成」と回答[61]。同年の毎日新聞社のアンケートで「賛成」と回答[62]。
- 同性婚を可能とする法改正について、2022年のNHK、毎日新聞社のアンケートで「反対」と回答[61][62]。
- クオータ制の導入について、2022年のNHKのアンケートで「どちらかと言えば反対」と回答[61]。

### その他
- アベノミクスについて、2022年の毎日新聞社のアンケートで「当面は継続すべきだ」と回答[62]。
- 「原子力発電への依存度を今後どうするべきか」との問題提起に対し、2022年のNHKのアンケートで「今の程度でよい」と回答[61]。
- 国会議員の被選挙権年齢の引き下げについて、2022年の毎日新聞社のアンケートで「賛成」と回答[62]。

## 支援団体
- 全国たばこ販売政治連盟（2022年参院選組織推薦候補者）[65]

## 人物
- 芸名の三四六は柔道の姿三四郎にちなむとされており、所属事務所移籍時に松山三四郎から改名した。「松山」は松山千春に由来する[36]。千春の物真似の実力を認められ直々に命名されたとも言われている。
- 吉田秀彦（後のパーク24監督、バルセロナオリンピック男子78kg級金メダル）は松山が第16回全国中学校柔道大会78kg以下級で優勝したことに触れ、「（その強さは）半端ないものだった」とコメントした[5]。
- 「信州ラーメン博」や「ベースボール・チャレンジ・リーグ（BCリーグ）」の開幕試合等の県内関係のイベントの司会などでも活躍。「BCリーグ」に参戦中の地元長野県を拠点とする「信濃グランセローズ」に対してはその公式応援歌「戦場のカモシカ」を提供した。
- 株式会社カレッジリーグの運営する大学生向けSNSサイト「e-college」で、毎年春の新入生入学シーズンに『キャンパスハッピーライフの伝道師』として、期間限定でインターネット動画に登場し、自身の大学時代（柔道部在籍）を語っている。
- 「346 GROOVE FRIDAY」にリンクした三四六の公式ブログ、「三四六語録」も展開していたが、諸般の事情により、一時休止していた。その後、ヤプログ!からダイヤモンドブログに移転、2009年4月16日より更新を再開した。

## 出演

### ラジオ
2025年4月現在。
現在
- TRUE HEARTS（2023年10月2日 - 、Heart FM）

過去
- エモーショナル・ビート（1998年 - 2002年、TOKYO FM）
- 346 GROOVE FRIDAY（2001年 - 2022年、FM長野）
- J-PHONE BLUESKY PROJECT（2002年4月 - 2003年9月、TOKYO FM）
- 松山三四六 NUTS5→松山三四六 NUTS23→松山三四六 NUTS BAR（2012年 - 2018年、NACK5）
- Heart shuffle（2023年3月24日 - 9月29日、Heart FM）

### テレビ
- 街まち☆ウォッチ（テレビ信州）「人生アゲンスト」メディアミックス出演
- フランス国際柔道2006 （2006年3月22日、フジテレビ739）コメンテーター
- ディープスウィング（2007年4月 - 2008年3月、テレビ信州）※立川談慶と隔週で担当
- ザ・駅前テレビ（2006年4月 - 2021年3月、長野朝日放送）
- どーゆーの？信州（2021年4月 - 2022年2月、長野朝日放送）
- ナウマンゾウのメガホン（2012年7月 - 2014年2月、毎月1回、信越放送）
- 346Bar（2007年4月 - 2012年3月、信越放送）
- 世界柔道選手権大会（2010年 - 、フジテレビ）リポーター
- 消えた天才（2018年1月3日、TBSテレビ）[注 3]

### 映画
- 『サムライフ』
- 『リュウセイ』
- 『喧嘩高校軍団 特攻!國士義塾VS.朝高』 金丸雄一監督

### CM
- KOWA 興和自動車グループ[66]
- 平安堂
- 遠藤酒造場
- クリーニングの巴屋
- 高沢産業(CMソング)

## ディスコグラフィ

### シングル
| 発売日        | 規格 | 規格品番 | No.              | タイトル           |
| ------------- | ---- | -------- | ---------------- | ------------------ |
| 1999年6月16日 | CD   |          | 1                | 泣きなよ           |
| 1999年6月16日 | CD   | 2        | Knock            |                    |
| 2002年9月19日 | CD   |          | 1                | STREET AGER        |
| 2002年9月19日 | CD   | 2        | BOKUNI NITA KIMI |                    |
| 2002年9月19日 | CD   | 3        | OOINARU MONO     |                    |
| 2004年6月11日 | CD   |          | 1                | 今が輝かないのなら |
| 2007年9月22日 | CD   |          | 1                | 戦場のカモシカ     |
| 2011年3月9日  | CD   |          | 1                | しなの恋巡り       |
| 2011年9月16日 | CD   | MOCD-013 | 1                | 真田六文銭         |

### アルバム
- さいおうがうま (2005年7月)
- じりきほんがん (2006年7月)
- さいおうがうま　黒盤 (2007年4月)
- クマンバチとモンシロチョウ (2007年7月)
- 歌力発電 (2009年9月)
- 三四六 LIVE (2011年6月)
- うたから (2011年11月)
- 三四六 LIVE II (2013年5月)
- 北風と太陽 (2013年9月)
- いきるうた (2016年4月)
- うたたね (2017年4月)

#### ベストアルバム
- 三四六音選 (2008年6月)
- 三四六音選II (2014年11月)

#### ミニアルバム
- 手の中のキャンディ(2018年6月)

## 著書
- 『クマンバチと手の中のキャンディ』サンクチュアリ出版、2014年3月。ISBN 978-4861136504。
- 『三四六のチャンネル346』市民タイムス、2017年。ISBN 978-4921178246。
- 『ワインガールズ』ポプラ社、2017年3月。ISBN 978-4591154151。[注 4]（本作品を原作とする舞台「ワインガールズ」が、2024年4月25日よりシアター1010にて加藤夕夏、横野すみれ、有井ちえ、月影瞳、辰巳琢郎主演、上西恵、坂田秀晃、本間健太、田中尚樹、鷲尾昇、三原珠紀、池谷祐子、斉藤レイ、山谷勝巳出演、劇団Focusの菅野臣太朗の脚本・演出で上演された[68]。）

## 選挙歴
| 当落 | 選挙                     | 執行日         | 年齢 | 選挙区       | 政党       | 得票数     | 得票率 | 定数 | 得票順位 /候補者数 | 政党内比例順位 /政党当選者数 |
| ---- | ------------------------ | -------------- | ---- | ------------ | ---------- | ---------- | ------ | ---- | ------------------ | ---------------------------- |
| 落   | 第26回参議院議員通常選挙 | 2022年07月10日 | 52   | 長野県選挙区 | 自由民主党 | 37万6028票 | 38.74% | 1    | 2/6                | /                            |